# Степове (Скороходівська селищна громада)
Степове (до 2016 — Щорсівка) — село в Україні, у Скороходівській селищній громаді Полтавського району Полтавської області. Населення становить 146 осіб. До 2020 орган місцевого самоврядування — Филенківська сільська рада.

## Географія
Село Степове знаходиться за 3 км від правого берега річки Свинківка, за 2,5 км від села Филенкове. По селу протікає пересихаюча Балка Бедрата з загатою. Поруч проходить автомобільна дорога Т 1722.

## Назва
До 2016 року носило назву Щорсівка, в зв'язку з чим було внесено до переліку населених пунктів, які потрібно перейменувати згідно із законом «Про засудження комуністичного та націонал-соціалістичного (нацистського) тоталітарних режимів в Україні та заборону пропаганди їхньої символіки». З 22 травня 2016 року село носить свою сучасну назву.

## Історія
12 червня 2020 року, відповідно до розпорядження Кабінету Міністрів України № 721-р «Про визначення адміністративних центрів та затвердження територій територіальних громад Полтавської області», село увійшло до складу Скороходівської селищної громади.
19 липня 2020 року, в результаті адміністративно - територіальної реформи та ліквідації Чутівського району, село увійшло до складу новоутвореного Полтавського району.